# José Prado Norniella
José Prado Norniella (Colloto, 1868-1936) fue un pintor español.

## Biografía

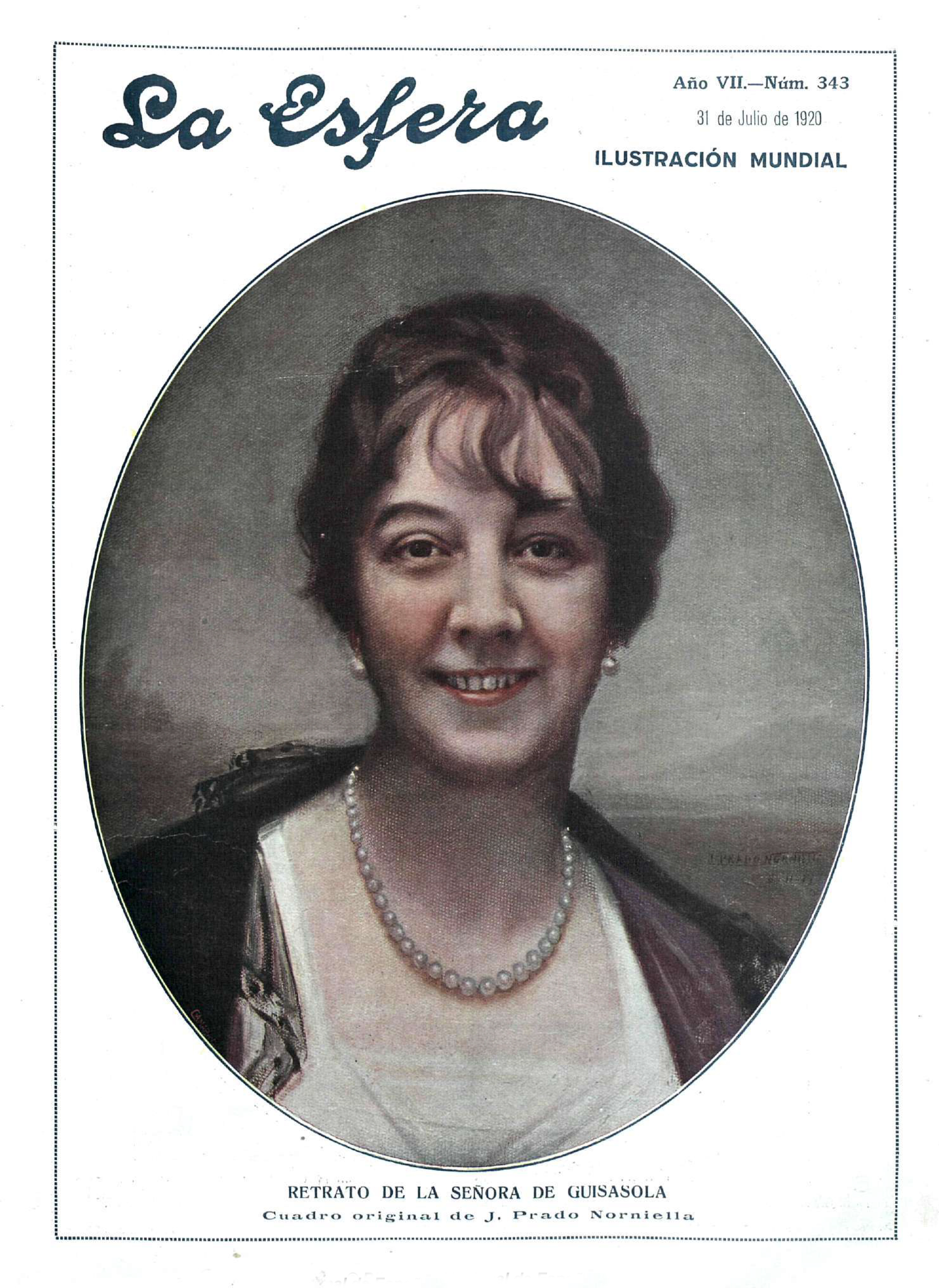
«Retrato de la señora de Guisasola» (La Esfera, 1920)

Hijo de unos humildes molineros, fue vecino de Las Folgueras, Colloto. Nació en 1868, en Santa Eulalia de Colloto, habría fallecido en 1936, si bien otros autores barajan fechas distintas, por ejemplo 1875 para el nacimiento y 1929 o 1937 para su deceso. Contrajo matrimonio con Manuela Vereterra. Se trata de un artista que, a pesar de llegar a retratar a la familia real española, terminó cayendo en el olvido. Cultivó el género del retrato. Parte de sus obras forman parte de la colección del Museo del Pueblo de Asturias. Pudo haber sido amante de la infanta Isabel de Borbón, conocida como "La Chata".